# Roberto Apud
Roberto Enrique Apud Chamy es un periodista chileno titulado en la Universidad Católica de Chile.

## Carrera profesional
Después de más de 12 años de trabajo en Sábados Gigantes, viajó al mundial de Italia '90. A su regreso Gonzalo Bertrán lo incorporó a su equipo, trabajando en Martes 13, Lo Mejor: Conversar, Noche de ronda, entre otros programas. En 1993, Apud dejó Canal 13 para trabajar en su propia productora, manteniendo su relación en forma exclusiva con los programas de Bertrán.
En octubre de 1994, después de un papelón en Estados Unidos durante el Mundial de Fútbol, Apud fue llamado por Antonio Vodanovic para asumir como editor periodístico de su estelar Sal y Pimienta. Además de sus funciones de editor, Apud y sus curiosas notas lograron los peak de sintonía en todos los capítulos. Después de casi 2 años de trabajo y después de las continuas disputas con Vodanovic, Apud renunció a Megavisión en 1996, donde además participó en varios programas especiales, con sus singulares reportajes como el Miss Viña Verano Internacional donde era el "psicólogo" de las candidatas, el Festival de la Canción de Viña del Mar, la Copa América Uruguay '95 para el programa Gane con la Copa y Hágase Famoso (1996), ambos con Leo Caprile.
En 1997 se dedicó a trabajos en su productora, hasta que Don Francisco nuevamente lo tentó para participar en Gigante y Usted. Cumplido el ciclo, Gonzalo Bertrán se reconcilió con Apud (no le perdonaba su paso por Mega) y lo contrató para Viva el lunes, Noche de ronda y programas especiales como el Miss Mundo, la Copa Davis en Argentina y el Torneo de Tenis de Key Biscayne en Miami donde Marcelo Ríos llegó a ser N°1 del mundo. En junio de 1998 Canal 13 lo mandó al Mundial Francia '98.
En 2000 siguió en su productora y es contratado como reportero, panelista y asesor creativo para Red Televisión en los programas Casi en Serio (2000), El Matinal de la Tarde (2001) con Alicia Pedroso y ¡Ay Amor! (2002) con Luis Gnecco y Jessica Soto Huerta. En 2002 Apud trabajó en la elaboración de un proyecto juvenil para Canal 13. A la espera de la implementación del programa, Eduardo Domínguez Vial y Rafael Araneda le ofrecieron que se hiciera cargo de la edición periodística del programa Rojo Fama Contrafama de TVN, cargo que ocupó desde diciembre de ese año hasta agosto de 2008. Ese año TVN decidió exportar el formato de Rojo a México y Apud fue uno de los encargados de viajar a Ciudad de México para materializar dicha transacción con TV Azteca. A partir de septiembre de 2008 Apud se integra a Chilevisión para hacerse cargo de la Dirección General del matinal Gente como tú, cargo que ocupó hasta octubre de 2009. En noviembre de 2009, Apud asumió como director del matinal Viva la mañana de Canal 13 para hacer la transición a un nuevo proyecto matutino, cargo que ocupó hasta diciembre de 2010.
- Datos: Q6109578